# George Barbier
George Barbier (Nantes, 16 ottobre 1889 – Parigi, 1932) è stato un pittore, illustratore, disegnatore di moda francese.

## Biografia
Allievo di Jean Paul Laurens alla Scuola nazionale superiore di Belle arti di Parigi, iniziò ad esporre al Salone degli Umoristi nel 1910, con lo pseudonimo di Edouard William. L'anno seguente espose alla Galleria Boutet de Monvel. Dal 1912 fino a che visse, Barbier fu regolarmente presente al Salon degli Artisti Decoratori.

Lavorò per giornali satirici, come Le rire o La Baionette, e per riviste di moda, come La gazette du bon ton, alla quale fornì non solo disegni ma anche testi, Modes et manières d'aujourd'hui, Les feuillets d'Art, Foemina, Vogue, Comoedia illustré, Il giornale delle signore e delle mode, utilizzando sempre in modo magistrale la tecnica del pouchoir, che egli prediligeva. Realizzò anche l'Ex libris di Jacques Nouvion, direttore de Il giornale delle signore.
Disegnò gioielli e vetri decorativi, e creò numerose scenografie e costumi per il music-hall, il teatro e il cinema. Gli si debbono infatti i costumi di Rodolfo Valentino nel film Monsieur Beaucaire del 1924.
Illustrò cataloghi pubblicitari e numerosi testi letterari, in particolare di Charles Baudelaire, Théophile Gautier, Pierre Louÿs, Alfred de Musset, Paul Verlaine. Il suo capolavoro resta l'"Almanacco delle mode presenti, passate e future", in cinque volumi, pubblicato fra il 1922 e il 1925 con il titolo "Falbalas et Fanfreluches".

Comparve inoltre come attore di secondo piano in diversi film dell'epoca.
L'influenza che ebbero su di lui i vasi greci, le miniature indiane, le opere di Aubrey Beardsley e di Léon Bakst segnò profondamente il suo stile preciso e diligente, tipico della corrente in cui pienamente operò: l'Art déco.

## Opere illustrate
- Renée de Brimont, Mirages, Émile-Paul. 1919.
- Alfred de Musset, On ne badine pas avec l'amour, Georges Crès et Cie, Parigi. 1920.
- George Barbier, "Falbalas et Fanfreluches". Almanacco delle mode presenti, passate e future. 1922 - 1926. Illustrate "au pochoir". Jules Meynial, Parigi. 1926.
- Paul Verlaine, Fêtes galantes, Piazza. 1928.
- Henri de Régnier, Les Rencontres de Monsieur de Bréot,  A. & G. Mornay, Parigi. 1930.
- Henri de Régnier, L'Escapade. Illustrazioni "au pochoir".  Collezione "Les Beaux Livres", A. & G. Mornay. 1931.
- Choderlos de Laclos, Les Liaisons Dangereuses,  Le Vasseur, Parigi. 1934.

## Galleria d'immagini

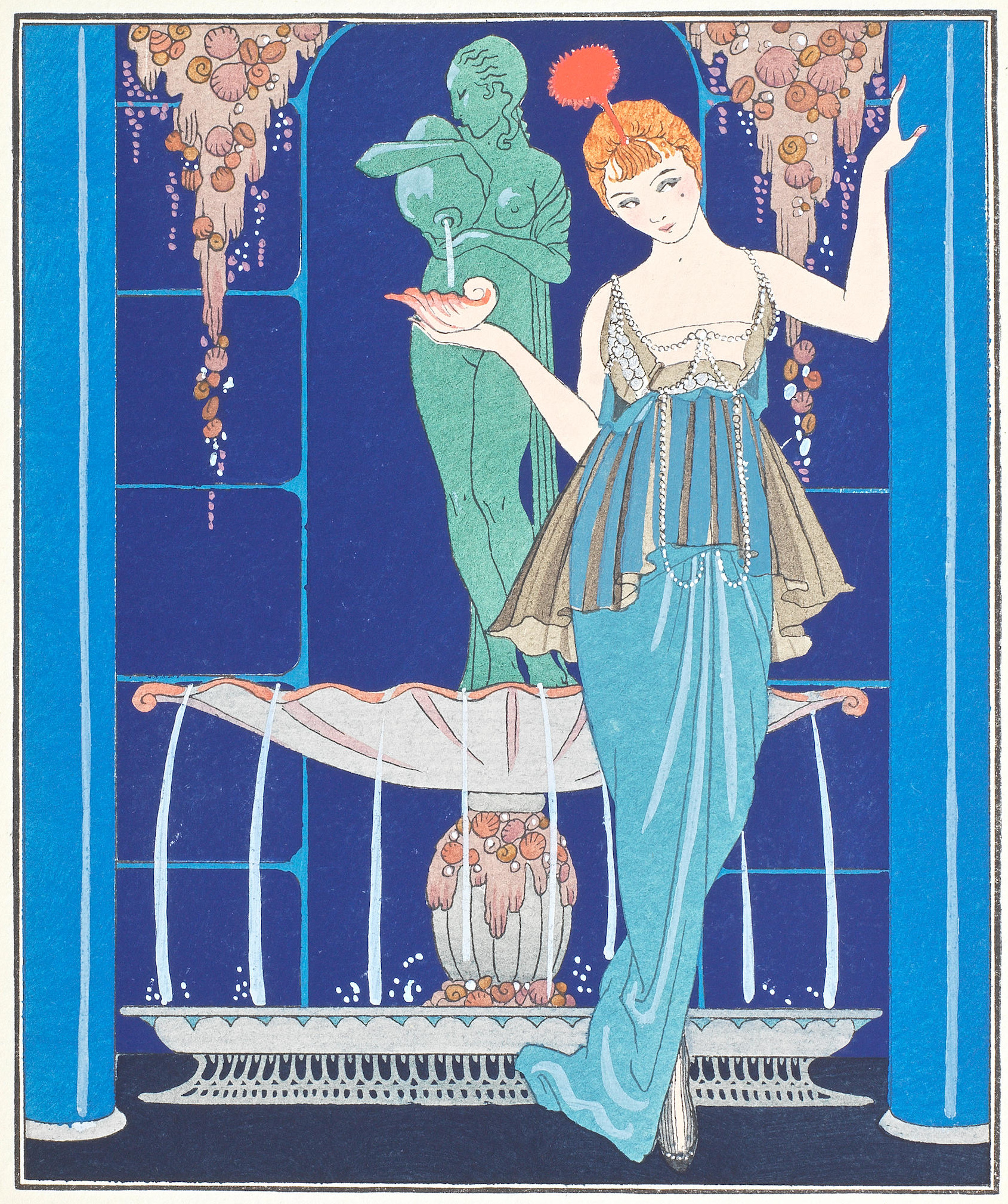
Paquin
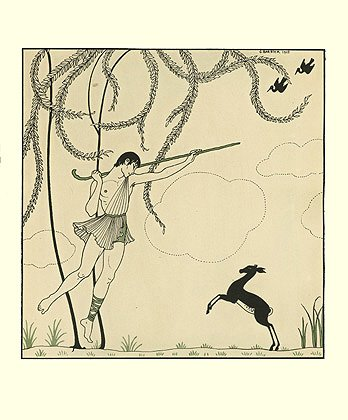
Vaslav Nijinsky
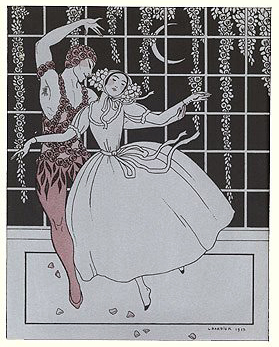
Vaslav Nijinsky in "Lo spettro della Rosa" Parigi, 1911.